# Hispania Baleares

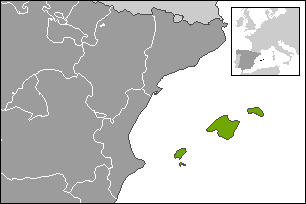

Hispania Baleares var en provins inom romarriket. Idag motsvaras provinsen av ögruppen Balearerna i Spanien.
Balearerna ingick ursprungligen i provinsen Hispania Tarraconensis, men bröts senare ut till en egen provins.